# Kyselina ursodeoxycholová
Kyselina ursodeoxycholová, také nazývaná ursodiol, je jedna ze sekundárních žlučových kyselin, které jsou produkty metabolismu střevních bakterií.
Název této látky pochází z latinského slova ursus, jelikož se vyskytuje v medvědí žluči.

## Lékařská využití
Kyselina ursodeoxycholová se v lékařství mimo jiné využívá:
- za účelem omezení vzniku žlučových kamenů[2]
- k úpravě tvorby žluči u pacientů s cystickou fibrózou[3]
- u novorozenců s nedostatečnou tvorbou žluči[4]

## Účinky
Primární žlučové kyseliny vznikají v játrech a shromažďují se ve žlučníku. Po vypuštění do střeva mohou být střevními bakteriemi přeměněny na sekundární žlučové kyseliny. Primární i sekundární žlučové kyseliny usnadňují trávení tuků. Kyselina ursodeoxycholová má vliv na obsah cholesterolu v krvi, jelikož rozkládá micely obsahující cholesterol a tím zpomaluje jeho vstřebávání; díky této vlastnosti se používá k nechirurgické léčbě (cholesterolových) žlučových kamenů.
Předpokládá se, že zabraňuje apoptóze.
Kyselina ursodeoxycholová také potlačuje imunitní reakce jako jsou fagocytóza. Dlouhodobé vystavení této kyselině a/nebo její příjem ve větších množstvích mohou mít toxické účinky.

## Mechanismus účinku
Tato látka omezuje absorpci cholesterolu a používá se k rozpouštění cholesterolových žlučových kamenů. Pokud pacient přestane léčivo užívat, žlučové kameny se mohou znovu objevit, pokud nedojde ke změně podmínek oproti stavu, za nějž vznikly. Z tohoto důvodu používání kyseliny ursodeoxycholové zcela nenahradilo cholecystektomii.
Kyselina ursodeoxycholová má také protizánětlivé a ochranné účinky na epitelové buňky trávicí soustavy člověka. Je spojována s ovlivňováním imunoregulace prostřednictvím cytokinů, a antimikrobiálních peptidů defensinů a zrychleným hojením poranění tračníku. Účinkuje však i mimo epitelové buňky.